# Hồ Duy Đức
Hồ Duy Đức (胡惟德, 1863 - 24 tháng 11 năm 1933) tự Hinh Ngô (馨吾), là nhà ngoại giao và chính trị gia Trung Quốc thời Thanh mạt và đầu thời Dân quốc.

## Tiểu sử
Hồ Duy Đức sau khi tốt nghiệp ở Bảo tàng phương ngữ Quảng Đông Thượng Hải năm 1888, năm 1890 ông làm thông dịch viên trong Đại sứ quán Trung Quốc tại Anh và trở thành tùy viên dưới thời đại sứ Tiết Phúc Thành (薛福成). Kể từ đó, ông liên tiếp đảm nhiệm chức Tham tán Đại sứ quán Trung Quốc tại Hoa Kỳ và Nga. Tháng 7 năm 1902, Hồ Duy Đức được bổ nhiệm làm Công sứ (hạng II) Đại sứ quán Trung Quốc tại Ủy ban Hoàng gia Nga.
Tháng 9 năm 1907, Hồ Duy Đức về nước nhậm chức Hữu Thừa Bộ Ngoại giao. Tháng 3 năm 1908, ông được bổ nhiệm làm Công sứ (hạng II) tại Đại sứ quán Trung Quốc ở Nhật Bản. Năm Tuyên Thống thứ 2 (1910), ông làm trọng tài viên của Tòa án Trọng tài thường trực ở La Haye, sau đó trở lại Trung Quốc với chức vụ Bộ trưởg Ngoại giao.
Sau Cách mạng Tân Hợi, Hồ Duy Đức giữ chức Thứ trưởng rồi Quyền Bộ trưởng Ngoại giao trong nội các của Viên Thế Khải. Tháng 3 năm Dân quốc thứ nhất (1912), ông là người đứng đầu Sở Thuế kiêm nhiệm Thứ trưởng thứ nhất Bộ Ngoại giao trong nội các Đường Thiệu Nghi, sau đó là Đại sứ Trung Quốc tại Pháp, Đại sứ Trung Quốc tại Tây Ban Nha, Đại sứ Trung Quốc tại Bồ Đào Nha và Đại sứ Trung Quốc tại Nhật Bản.
Tháng 6 năm Dân quốc thứ 11 (1922), ông trở về Trung Quốc. Tháng 9 năm 1922, Hồ Duy Đức là thành viên của ủy ban phụ trách Hội nghị Thái Bình Dương của Bộ Ngoại giao.
Tháng 3 năm 1926, Hồ Duy Đức là Bộ trưởng Bộ Ngoại giao trong nội các Giả Đức Diệu (賈德耀) kiêm đại sứ đặc mệnh toàn quyền của Hội nghị Thuế quan đặc biệt. Ngày 20 tháng 4 năm 1926, Đoàn Kỳ Thụy từ chức Chấp chính lâm thời Trung Hoa Dân quốc, Giả từ chức Quốc vụ Tổng lý Trung Hoa Dân Quốc và Hồ Duy Đức giữ quyền Quốc vụ Tổng lý Trung Hoa Dân Quốc cho đến ngày 13 tháng 5 cùng năm. Vào tháng 1 năm 1927, ông giữ chức Chánh văn phòng nội các Cố Duy Quân và từ chức vào tháng 6 cùng năm. Tháng 11 cùng năm, ông giữ chức vụ Viện trưởng của Bình chính viện (平政院) và Ủy viên trưởng Ủy ban cao đẳng trừng giới. Năm Dân quốc thứ 17 (1923), ông lại là trọng tài viên của Tòa Trọng tài Thường trực.
Ngày 24 tháng 11 năm Dân quốc thứ 22 (1933), Hồ Duy Đức qua đời vì bạo bệnh ở Bắc Kinh, thọ 71 tuổi.

## Gia đình
Hồ Duy Đức có tất cả 12 người con. Con trưởng Hồ Thế Trạch (胡世泽), con trai thứ hai Hồ Thế Hy (胡世熙) và con trai thứ 5 Hồ Thế Huân (胡世勳) đều là nhà ngoại giao. Con trai thứ 4 Hồ Thế Hoa (胡世华) là nhà toán học và logic học.